# Área de Memoria Histórica
El Área de Memoria Histórica (MH) es un grupo de investigación de la Comisión Nacional de Reparación y Reconciliación (CNRR) que tiene como objetivo elaborar y divulgar una narrativa sobre el conflicto armado en Colombia que identifique “las razones para el surgimiento y la evolución de los grupos armados ilegales” (Ley 975 de 2005), así como las distintas verdades y memorias de la violencia, con un enfoque diferenciado y una opción preferencial por las de las voces de las víctimas que han sido suprimidas o silenciadas. El grupo formula propuestas de política que propicien el ejercicio efectivo de los derechos a la verdad, la justicia, la reparación y las garantías de no repetición.  Por la naturaleza de su mandato, el Área de Memoria Histórica tiene autonomía académica y operativa para poder adelantar su labor con rigor científico y veracidad. Memoria Histórica quiere ser un espacio para el reconocimiento, la dignificación y la palabra de las víctimas de la violencia en Colombia.

## Casos Emblemáticos
Los Casos Emblemáticos es la metodología empleada por el Grupo de Memoria Histórica para analizar e ilustrar los procesos y dinámicas del conflicto en el territorio colombiano. 
Los Casos Emblemáticos identificados por MH condensan múltiples procesos, modalidades y expresiones regionales del conflicto y de la victimización. A partir de los casos se ponen en la escena pública las autorías, las responsabilidades y los impactos sociales y políticos de la violencia contemporánea. Estos son algunos de ellos:

### Trujillo
Entre marzo y abril de 1990, una oleada de violencia y brutalidad embistió a Trujillo, Valle del Cauca. Actores de todo tipo confluyeron en la región para representar un espectáculo de horror, que significó el clímax de una serie de asesinatos y desapariciones que aún hoy sacude la conciencia de los pobladores. Este Primer Informe de Memoria Histórica fue lanzado en la Semana por la Memoria de 2008.

### El Salado
La masacre de El Salado es una de las masacres más atroces del conflicto contemporáneo de Colombia. Fue perpetrada entre el 16 y el 21 de febrero de 2000 por 450 paramilitares en el corregimiento Villa del Rosario-El Salado, que apoyados por helicópteros dieron muerte a 60 personas en estado de total indefensión. La masacre hace parte de la más sangrienta escalada de eventos de violencia masiva ocurridos en Colombia entre 1999 y el 2001, en ese período en la región de los Montes de María, donde está ubicado El Salado, la violencia se materializó en 42 masacres. El acontecimiento condensa con crudeza las consecuencias perversas de la estigmatización de la población civil y la degradación de una guerra. El informe “Esa guerra no era nuestra”, se presenta al público en la Semana por la Memoria de 2009

### Segovia
El 11 de noviembre de 1988, un comando paramilitar denominado Muerte a Revolucionarios del Nordeste (MRN) incursionó en las horas de la noche en el casco urbano del municipio de Segovia, Antioquia, atacando con disparos de fusil y granadas a los pobladores que iban apareciendo a su paso, penetraron con lista en mano en dos calles del pueblo en donde vivían militantes y políticos de la Unión Patriótica quienes fueron asesinados. La masacre dejó 43 muertos y 54 heridos. Estos hechos adquieren relevancia al ser la masacre más grande ocurrida en el país durante la década de los 80 e ilustra el exterminio del partido político de la Unión Patriótica.

### La Rochela
El 18 de enero de 1989, cerca al corregimiento de La Rochela, en el municipio de Simacota, Santander, fue perpetrada por un grupo paramilitar una masacre en que murieron 12 de un total de 15 funcionarios judiciales que investigaban varios delitos en la zona. El crimen fue el resultado de una alianza entre paramilitares, narcotraficantes y algunos miembros del ejército. El hecho se enmarca dentro de un contexto de violencia contra funcionarios judiciales. En la época en que ocurrieron los hechos, se presentaron en Colombia numerosos ataques contra empleados de la administración de justicia. Entre 1979 y 1991, un promedio anual de 25 jueces y abogados fueron asesinados o sufrieron algún tipo de atentado.

### Bojayá
En medio de un enfrentamiento armado entre las FARC y las autodefensas el 2 de mayo de 2002 en el municipio de Bojayá, Chocó, fueron lanzadas varias pipetas de gas una de las cuales estalló en la iglesia del municipio. El acto produjo la muerte de 119 afrocolombianos, entre ellos 48 menores de 14 años. La masacre ocasionó el desplazamiento de 5.771 personas a Quibdó. Esta acción violenta evidenció la violación de todas las normas del Derecho Internacional Humanitario por parte de los grupos armados, la falta de compromiso del Estado colombiano encargado de velar por la integridad de esta comunidad, y el irrespeto a la población civil, quien fue utilizada primero como escudo humano, luego presionada para albergar a actores armados en su lugar de refugio y por último masacrada, al ser lanzado el artefacto explosivo.